# Критерій
Крите́рій (від лат. critērium, яке зводиться до грец. χριτήριον — здатність розрізнення; засіб судження, мірило, пов'язаного з грец. χρινω — розділяю, розрізняю) — мірило, вимоги, випробування для визначення або оцінки людини, предмета, явища; ознака, взята за основу класифікації.
Критерій істини — мірило достовірності знань, їхньої відповідності об'єктивній дійсності. Одним із основних критеріїв істини є практика, наприклад, суспільно-історична практика людей.
Існує розділ філософії чи її течія — критеріологія — прибічники якої вважають можливим знайти ідеальні критерії, що дозволять створити ідеальні визначення певних філософських категорій, а також обґрунтувати раціональність.